# 스타디오 레나토 쿠리
스타디오 레나토 쿠리(이탈리아어: Stadio Renato Curi)는 이탈리아 페루자시에 위치한 축구 경기장이다. 
1975년에 개장했고, 경기장이 위치한 지역이름인 피안 디 마시아노의 이름으로 명명됐었다. 1977년 페루자의 축구 선수인 레나토 쿠리의 죽음을 기억하기 위해, 현재의 이름으로 개명했다. 